# Madison megye (Louisiana)
Madison megye az Amerikai Egyesült Államokban, azon belül Louisiana államban található. Megyeszékhelye és legnagyobb városa Tallulah. Lakosainak száma 10 017 fő (2020. április 1.).

## Szomszédos megyék
- East Carroll megye (észak)
- Warren megye (kelet)
- Tensas megye (dél)
- Franklin megye (délnyugat)
- Richland megye (északnyugat)

## Népesség
A megye népességének változása:
| Lakosok száma | 12 100 | 11 971 | 12 209 | 11 927 | 11 514 | 10 017 |
|               | 2010   | 2011   | 2012   | 2013   | 2015   | 2020   |